# セージア川
セージア川（セージアがわ、Sesia）は、イタリアピエモンテ州を流れる川である。ポー川の左岸に合流する。
モンテ・ローザ山塊の氷河に源流があり、緑に覆われたセージアの谷と言う意味のヴァルセージアを流れ、Artogna、Egua、Mastalloneなどのいくつもの支流の水を受け入れている。なお、ヴァルセージアはヴァル・グランデ国立公園などと共にユネスコ世界ジオパークに指定されている。
特にカヌー愛好者が多く、カヌーの学校も存在している。2001年にはこの川でカヤックのヨーロッパ選手権、2002年にはカヌーの世界選手権が行われている。

## 外部リンク

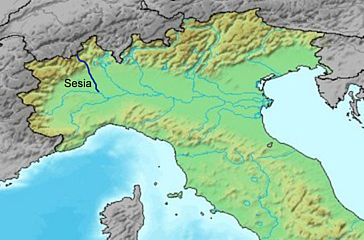
セージア川流路